# كارلو كوستلي
كارلوس يائير كوستلي مولينا (بالإسبانية: Carlo Costly) (مواليد 18 يوليو 1982 في سان بيدرو سولا) لاعب كرة قدم هندوراسي دولي يجيد اللعب في خط الهجوم . يلعب حاليا لصالح نادي فاسلوي الروماني منذ 2010 .

## روابط خارجية
- كارلو كوستلي على موقع الاتحاد الدولي (مؤرشف)  (الإنجليزية)
- كارلو كوستلي على موقع اتحاد تركيا (لاعب) (الإنجليزية)
- كارلو كوستلي على موقع الدوري الأمريكي (الإنجليزية)
- كارلو كوستلي على موقع قاعدة بيانات كرة القدم.إي يو (الإنجليزية)
- كارلو كوستلي على موقع ناشيونال فوتبول تيمز (الإنجليزية)
- كارلو كوستلي على موقع Soccerbase.com (لاعب) (الإنجليزية)
- كارلو كوستلي على موقع Soccerway.com (الإنجليزية)
- كارلو كوستلي على موقع عالم كرة القدم.نت (الإنجليزية)
- كارلو كوستلي على موقع كووورة
- كارلو كوستلي على موقع AS.com (الإسبانية)